# Loreggia
Loreggia é uma comuna italiana da região do Vêneto, província de Pádua, com cerca de 5.751 habitantes. Estende-se por uma área de 19 km², tendo uma densidade populacional de 303 hab/km². Faz fronteira com Camposampiero, Castelfranco Veneto (TV), Piombino Dese, Resana (TV), San Martino di Lupari, Santa Giustina in Colle.

## Demografia
| Variação demográfica do município entre 1861 e 2011                               |
|                                                                                   |
| Fonte: Istituto Nazionale di Statistica (ISTAT) - Elaboração gráfica da Wikipedia |